# 3歳ダート三冠
3歳ダート三冠（さんさいダートさんかん）とは大井競馬場で施行されている羽田盃・東京ダービー・ジャパンダートクラシック（旧：ジャパンダートダービー）の3競走のうち、すでにJpnIになっているジャパンダートクラシックを除き、2023年まで南関東所属馬限定で施行されていた2競走を2024年にJpnIへ昇格するにあたって、整備された路線である。

## 概要
2022年の時点において、3歳の三冠路線は芝では中央競馬クラシック三冠と中央競馬3歳牝馬三冠の2路線が存在している一方、ダートでは地方競馬が行われているそれぞれの地区が三冠路線を形成しており、JRAのような三冠競走の路線は存在していなかった。
このような状況を改善するため、2022年6月20日に特別区競馬組合、兵庫県競馬組合、日本中央競馬会および地方競馬全国協会の合同記者会見が行われ、その席で3歳ダート三冠路線を中心とした2・3歳馬競走の体系整備に関する改革案が発表された。
この改革案によると、羽田盃、東京ダービーを南関東重賞格付であるSIからダートグレード競走のJpnIに昇格させ、さらにジャパンダートダービーを新たにジャパンダートクラシックに名称変更の上、時期を10月上旬に移設しJRAと同様のヨーロピアンスタイルによる三冠体系が整備されることとなった。これにより、1996年よりアメリカンスタイルで行われてきた南関東クラシック三冠体系が消滅することになる。
ダートグレード競走となることから、南関東所属馬だけでなく地方他地区・JRA所属馬も出走できるようになる。また、これまでは出走条件を「3歳（せん馬も含む）」としていたのを、JRAクラシック三冠に倣って「3歳牡馬・牝馬」限定と改められることになり、せん馬（去勢された馬）の出走は不可能となる。
これら3歳ダート三冠競走と位置付けるため賞金額の増額ならびに、三冠全て1着となった馬には特別賞の三冠ボーナス報奨金として8,000万円が贈られる。また、3歳ダート三冠競走に出走する競走馬に対する報奨金・付加賞金も拡充され、一例として、アメリカ3歳三冠競走又はパートI国のG1競走・UAEダービー・サウジダービーで1着となった馬がジャパンダートクラシックに出走し1着となった馬主に対して、アメリカ3歳三冠競走1着馬に3,000万円、それ以外は2,000万円が支給される。

## ステップレース

### トライアル競走
以下のレースが新たにトライアル競走として設定される。なお、優先出走権は注記あるものを除いて地方所属馬についてのもの。
- 羽田盃
  - ブルーバードカップ JpnIII（船橋1800m 1月中旬 - 下旬） 1着馬
  - 雲取賞 JpnIII（大井1800m 2月中旬） 上位2頭
  - スターバーストカップ 南関東準重賞（大井2000m 2月下旬） 1着馬
  - 京浜盃 JpnII（大井1700m 3月中旬 - 下旬） 上位2頭
- 東京ダービー
  - クラウンカップ 南関東SIII（川崎1600m 4月上旬） 1着馬
  - ユニコーンステークス GIII（京都1900m 4月下旬 - 5月上旬[2]） 上位1頭（2着以内）
  - 東京湾カップ 南関東SII（船橋1700m 5月上旬） 1着馬
- ジャパンダートクラシック
  - レパードステークス GIII（新潟1800m 8月上旬[2]） 1着馬（中央・地方の区分なし）
  - 黒潮盃 南関東SIII（大井1800m 8月中旬） 1・2着馬
  - 不来方賞 JpnII（盛岡2000m 9月上旬） 1着馬（中央・地方の区分なし）

備考
- ブルーバードカップは新設（準重賞からの格上げ）。
- 不来方賞はダービーグランプリと統合。
- 雲取賞は南関東SIII、京浜盃は南関東SII、不来方賞は岩手M1からの交流重賞化。
- ユニコーンステークスは東京競馬場から京都競馬場へ開催競馬場及び距離変更。

### 選定競走
以下のレースについては当該競走の出走馬選定委員会における選考にて重視される。
- 雲取賞・京浜盃
  - サンライズカップ 道営H1（門別1800m 9月下旬） 1着馬
  - JBC2歳優駿 JpnIII（門別1800m 11月上旬） 地方馬上位1頭
- 羽田盃
  - クラシックチャレンジ 南関東（大井1800m 4月上旬） 1着馬
- 東京ダービー
  - 東京ダービーチャレンジ 南関東（大井2000m 5月中旬） 1着馬
  - ダイヤモンドカップ 岩手M1（盛岡1800m 5月上旬） 1着馬 ※東日本地区交流[3]
  - 西日本クラシック 兵庫重賞I（園田1870m 5月上旬） 1着馬 ※西日本地区交流[4]

この項の出典：

## 地方所属馬の出走条件
3歳ダート三冠競走における地方所属馬の選定条件については、2023年3月30日に特別区競馬組合より以下の旨が決定・公表されている。
- 出走馬の選定にあたっては、地方所属時における総収得賞金（着内賞金の総額）順を基本とする。
- 中央（JRA）からの転入馬について。
  - 中央所属時に獲得した賞金については、上記の総収得賞金には加算しない。
  - 中央（JRA）からの転入初戦馬は、3歳ダート三冠競走には出走できない。

## 旧来の3歳ダート三冠
- 特記事項なき場合、本節の出典は参考文献を参照。

1996年から1998年まではユニコーンステークス・スーパーダートダービー・ダービーグランプリで、1999年から2007年まではユニコーンステークス・ジャパンダートダービー・ダービーグランプリで3歳ダート三冠であった。
当初はユニコーンステークス・サラブレッドチャレンジカップ・ダービーグランプリで3歳ダート三冠とする予定であったが、特別区競馬組合がスーパーダートダービーを新設した結果、金沢のサラブレッドチャレンジカップが追い出された。
しかし、ダービーグランプリはGIなのに対し、スーパーダートダービーがGIIに留まったこと、それに伴い、当時ライバル同士であった特別区競馬組合と岩手県競馬組合でGIを2個ずつで分け合う結果になった事などから、特別区競馬組合は1999年にスーパーダートダービーを南関限定のスーパーチャンピオンシップに縮小した。新たにジャパンダートダービーを新設、GI格付け取得を目指すこととなり、結果、GI格付けが得られたことから、1999年以後はユニコーンステークス・ジャパンダートダービー・ダービーグランプリで3歳ダート三冠となった。
その後は2008年にダービーグランプリを休止（2010年に地方競馬全国交流重賞として復活）したことから、3歳ダート三冠は消滅した。

## 対象競走
| 開催順 | 競走名                                                  | 開催競馬場 | 距離   | 施行時期 （旧→新）  | 1着賞金 （旧→新） | 出走枠 （2024年） |
| ------ | ------------------------------------------------------- | ---------- | ------ | ------------------- | ----------------- | ----------------- |
| 1      | 羽田盃                                                  | 大井競馬場 | 1,800m | 5月中旬→4月下旬     | 3500万円→5000万円 | JRA 4 地方 12     |
| 2      | 東京ダービー                                            | 大井競馬場 | 2,000m | 6月上旬（変更なし） | 5000万円→1億円    | JRA 4 地方 12     |
| 3      | ジャパンダートクラシック （旧：ジャパンダートダービー） | 大井競馬場 | 2,000m | 7月上旬→10月上旬    | 6000万円→7000万円 | JRA 7 地方 9      |

## 優勝馬一覧
| 年   | 羽田盃           | 東京ダービー     | ジャパンダートクラシック |
| ---- | ---------------- | ---------------- | ------------------------ |
| 2024 | アマンテビアンコ | ラムジェット     | フォーエバーヤング       |
| 2025 | ナチュラルライズ | ナチュラルライズ |                          |